# Whirinaki Falls
Die Whirinaki Falls sind ein Wasserfall im Whirinaki Te Pua-a-Tāne Conservation Park in der Region Bay of Plenty auf der Nordinsel Neuseelands. Er liegt im Lauf des Whirinaki River. Seine Fallhöhe beträgt etwa 8 Meter.
In der Ortschaft Te Whaiti zweigt vom New Zealand State Highway 38 die Minginui Road in südwestlicher bis südlicher Richtung ab. An ihrem Ende befindet sich ein Wanderparkplatz. Der linke zweier von dort beginnender Wanderwege führt in etwa 1,5 Stunden Gehzeit zum Wasserfall.